# Станіслав Конецпольський
Станісла́в Конецпо́льський (також Конєцпольський, пол. Stanisław Koniecpolski; 9 лютого 1591 — 11 березня 1646) — польський шляхтич, воєначальник і державний діяч Речі Посполитої. Представник шляхетського роду Конецпольських гербу Побуг. Князь Священної Римської імперії (отримав князівський титул Священної Римської імперії з сином Олександром у 1637 році від Фердинанда ІІІ). Краківський каштелян (1633–1646). Великий гетьман коронний (1632–1646), сенатор. Польний гетьман коронний (1618–1632). Воєвода сандомирський з 1625, староста жарновецький з 1611, велюньський з 1607, барський з 1623, битовський з 1638, а також буський, переяславський, плоскирівський, стрийський і ковельський. Один з найкращих полководців Речі Посполитої. Переможець у битвах під Мартиновом (1624), Хамерштином (1627), Тшцяною (1629), Охматовим (1644). Представник репресивного щодо козаків напрямку в уряді Корони. Загикувався під час розмов.

## Життєпис
Народився в Конецполі у 1592 році. Один з дев'яти дітей воєводи сєрадзького і подільського Олександра Конецпольського гербу Побуг і його дружини Анни зі Срочицьких. По батьковій лінії був нащадком знаменитого лицаря Завіші Чорного.
Близько 1600–1606 рр. навчався у Кракові, де 1603 р. разом з братом Яном Пшедбуром записався до Краківської Академії (тепер Яґеллонський університет). Разом з батьком брав участь в з'їзді рокошової шляхти 1606 р. в Стенжиці (батько відіслав його додому, щоб не брав участь у міжусобиці). 1607 р. батько передав йому Велюнське староство, що, через його молодий вік, викликало обурення шляхти.
Перше виконане важливе завдання — дипломатична місія у Франції, винагорода — посада підстолія коронного.

### Початок військової кар'єри
Учасник польсько-московської війни 1609—1618 років. У 1610 році (разом з братом Пшедбуром, який був важко поранений і помер) як ротмістр власної корогви, а потім полковник брав участь у виправі на Смоленськ, де був включений до полків Потоцьких гербу Пилява. Поховав брата у Конецполі. У 1612 разом з королем Сигізмундом ІІІ Вазою вирушив у московський похід, де керував правим крилом у битвах на підступах до Москви 12 жовтня 1611 і 3 вересня 1612 року. Також був під командою коронного гетьмана Станіслава Жолкевського в битві під Клушином. Після повернення став до лав кварцяного війська в Україні під командуванням С. Жолкевського, де отримав його симпатію. У 1614 році брав участь в боротьбі проти бунтівного війська, що повернулося з московських виправ. 17 травня 1614 (у 1615) року розбив конфедератів Карвацького разом з сином гетьмана С. Жолкевського Яном під Рогатином (гетьман довірив йому акцію проти колишніх конфедератів).

### Польний коронний гетьман
Посаду отримав у 1617 або в 1618 роках за сприяння тестя С. Жолкевського. У 1620 році в битві під Цецорою керував правим крилом армії. Активно намагався приборкати наростаючий розвал дисципліни у війську під час відступу з-під Цецори. Біля кордону Речі Посполитої був зраджений молдавськими союзниками і взятий до турецької неволі, ув'язнений в Білгороді, замку Семи Башт (Єдикула, Гедикула) в Стамбулі. В 1623 році його було викуплено з неволі (зусиллями посла князя Кшиштофа Збаразького, який прибув до Стамбулу). До Корця для поховання привіз законсервоване в смолі тіло князя Самійла Корецького. Після повернення на батьківщину того ж року перебував у Теребовлі, брав участь у захисті (липень) від нападу татар. 6 лютого 1624 року розбив один загін татар під Шманьківцями, інший втік. 20 квітня 1624 року отримав перемогу над татарами Кантимира-мурзи під Мартиновим недалеко від Галича. Його підлеглим був Стефан Хмелецький.
1625 року командував польською армією, яка придушила козацьке повстання під проводом Жмайла. Незважаючи на деякі втрати в боях з козацьким військом під Цибульником та Куруковим озером, йому вдалося блокувати козацький табір та змусити козаків до мирної угоди. Був призначений королем одним з комісарів для укладення т. зв. Куруківської угоди. Козацька верхівка погодилась на вигідний для шляхетської Польщі Куруківський договір 6 листопада 1625 р., що нав'язав козакам ординації, обмежуючи кількість реєстру до 6 000 людей.
В 1626–1629 роках керував польськими військами, що боронили Королівську Прусію від шведів, на чолі яких стояв Густав ІІ Адольф. У квітні 1627 р. разом із найманцями з Мекленбурґа здобув перемогу над Густавом ІІ Адольфом у битві під Хамерштином, а також здобув Пуцьк і Гнєв. Розбив 27 червня 1629 шведів в битві під Тшцяною. Після укладення перемир'я в Альтмарку (1629) повернувся в Україну, де в 1630 році придушив козацьке повстання під проводом Тараса Федоровича. Відомий жорстокими розправами з учасниками національно-визвольної боротьби в Україні.
Ченці-домініканці Києва освячували меч коронного гетьмана С. Конецпольського перед його походом за Дніпро. Меч обносили довкола костелу, якийсь час він перебував на вівтарі. 
|  | же то на поганство, на Русь, жебы ихъ выкоренити |

### Стосунки зБогданом Хмельницьким
Майбутній гетьман України з 1633 року перебував на службі Королівству Польському.

Здобувши «Мліївський ключ», С. Конецпольський вважав, що Суботів, де був хутір Б. Хмельницького, є їх володінням. На це останній відповідав: 
|  | Цього насправді немає у мліївських привілеях, бо старі мліївські привілеї у наших руках бували, добре знаємо, поки сягають ці ґрунти. |

Веспасіян Коховський стверджував, що:
- С. Конецпольський з недовірою ставився до Б.Хмельницького як людини, «…готової на нове, з бунтівливим духом і з розумом, схильним до всього лихого»
- Б. Хмельницький висловився: |  | Збудоване руками можна руками зруйнувати |

під час огляду Кодацької фортеці 1639 року.
За переказом Грондського, С. Конецпольський перед смертю жалкував, що покидає світ, коли Б. Хмельницький є живим; «боїться, щоб Річ Посполита не зазнала багато лиха, бо ніколи не було між козаками людини таких здібностей і розуму.» Літописець Натан Гановер стверджував, що коронний гетьман шукав нагод викрити Б. Хмельницького, але той берігся. Перед смертю С. Конецпольський доручив сину Олександру «знайти яке-небудь обвинувачення і зігнати зі світу».

### Великий коронний гетьман

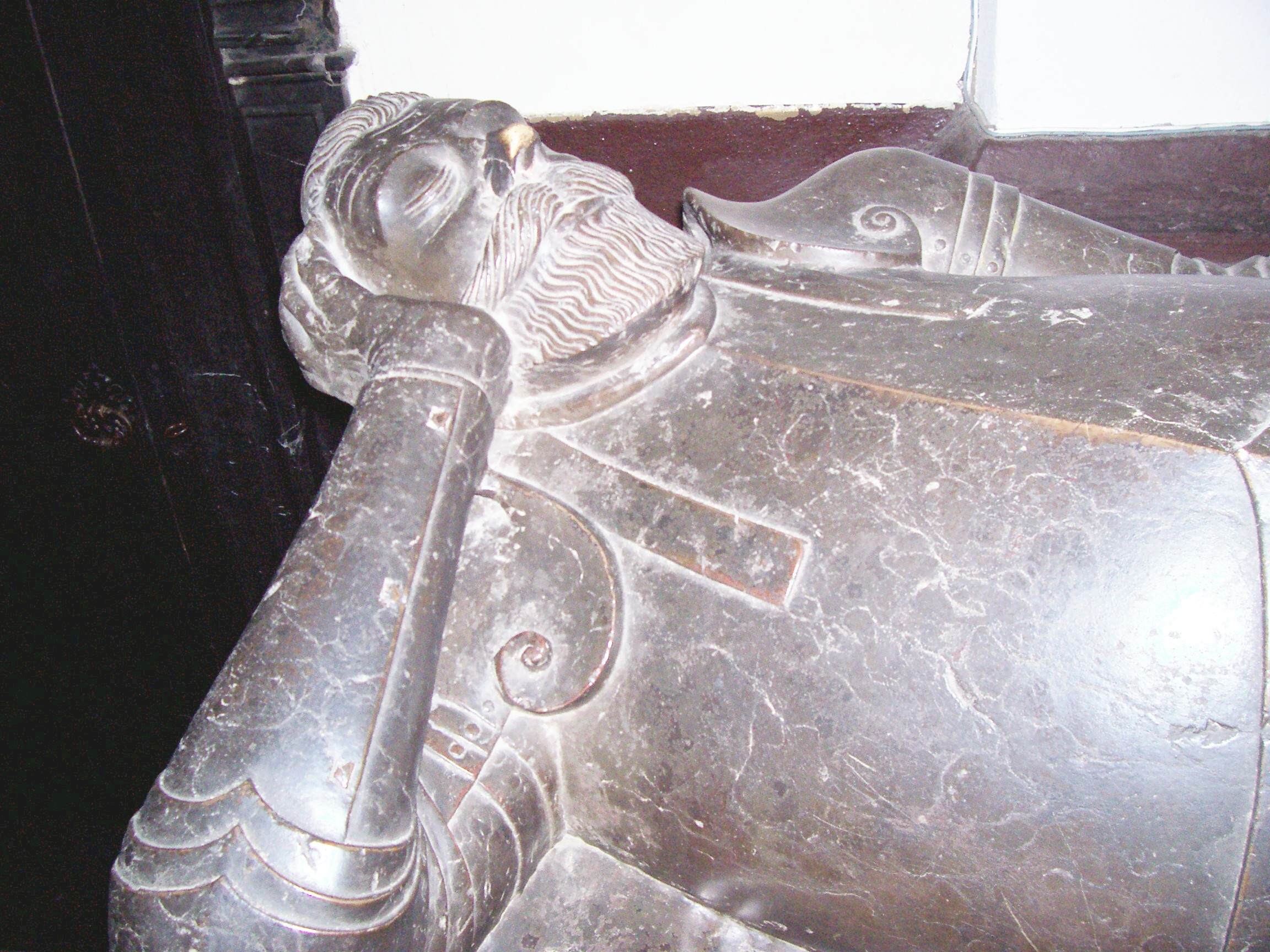
Надгробок С.Конецпольського в Конецполі

1633 р. діяв на південному фронті, оберігаючи державні кордони від турецько-татарської агресії. Під час цієї кампанії влітку 1633 року здобув перемогу в битві над Сасовим Рогом, а 20-23 жовтня того року близько 11 тисяч польського війська (у тому числі 1250 запорожців під його командуванням відбило штурм близько 20 тис. солдатів Абази-паші на польський укріплений табір під Кам'янцем.
1635 року за його наказом на березі Дніпра збудовано фортецю Кодак. Командував польськими військами під час придушення повстання Павлюка 1637 р., повстання Острянина 1638 р.
У березні 1638 р. з'явився на сеймі, де до ніг короля кинув здобуті ворожі штандарти. Вимагав суворої кари для козаків, позбавлення їх прав, вважати їх «хлопами». 1638 р. хворів, тому не міг брати активнішу участь у придушенні козацьких повстань. 30 січня 1644 р. переміг татар в битві під Охматовом, з допомогою військ князя Яреми Вишневецького.
Подав до суду позов на спадкоємців Мартина Кампіана, стверджуючи, що Павло Кампіан був кріпаком Конецпольских.

Помер несподівано. Був похований наступного місяця в Бродах. Вартість похорону склала майже 100000 злотих. Альберт Станіслав Радзивілл записав, що під час церемонії трапився інцидент: 
|  | При погребі гетьмана у Бродах було сум'яття в костелі, коли в тисняві кінний лицар захотів зламати, згідно зі зичаєм, свій спис; переляканий кінь багатьох зранив копитами, і, вискочивши з костелу, перетнув усе місто. |

### Сім'я
Тричі був одружений. Перша дружина — молодша дочка Станіслава Жолкевського Катажина (Катерина) Шлюб — лютий 1615 року в Жовкові. . Разом з первістком Анджеєм померла через півтора року (згідно з новими джерелами, вона померла під час пологів разом з дитиною в 1619 р.). 
Друга дружина — Кристина Любомирська, донька сандомирського старости Себастьяна Любомирського, молодша рідна сестра руського воєводи Станіслава Любомирського. Шлюб 1619 року, померла в червні 1645 року у Бродах. Син: Олександр. 
Третя дружина — Зофія Опалінська (†1657), шлюбний договір був підписаний 16 січня 1646 року в Ритвянах — резиденції Лукаша Опалінського. Дорослих дітей не було.
Зофія Опалінська була відома своєю винятковою красою та елегантністю, але в той же час її вважали гордовитою та зарозумілою людиною, яка ставила високі сподівання до чоловіків. Її брат Кшиштоф Опалінський навіть стверджував, що її гордість настільки сувора, що більшої не може бути. Після того, як вона відхилила пропозиції кількох магнатів (зокрема, Людвіка Вейгера), здавалося, що їй судилося стати дівчиною. Вона погодилася лише вийти заміж за Станіслава Конєцпольського, який був на тридцять років старший за неї. Весілля пари відбулося 16 січня 1646 року, і гетьман з самого початку закохався в свою дружину.
Однак Конєцпольський був уже людиною немолодою і боявся, що він не задовольнить вимоги дружини, вона незабаром почне виставляти йому роги. Тож він почав тягнутися до різних трав, що зміцнювали потенцію, і афродизіаків, які тоді називали "заспокійливим". Гетьман помер через кілька неділь після одруження від заспокійливих засобів, через передозування, завершив своє життя.
Для Зофії Конєцпольської смерть чоловіка стала таким великим шоком, що вона не змогла взяти участь у похоронних церемоніях. Вона навіть думала піти в монастир, тому що не могла уявити життя з іншим чоловіком. 
```
Нарешті 6 лютого 1651 року вона вийшла заміж за овдовілого князя Самуїла Корецького, який... помер через шість днів після весілля. Офіційно причиною його смерті стала незагоєна воєнна рана, але така ж раптова смерть другого чоловіка принесла Зофії репутацію «фатальної жінки», з якою її порівнюють у білоруських та українських народних піснях відьма і називалася «Лашка Диявол». Вона померла в 1657 році у віці приблизно 37 років.
```

1. biblio2024

### Магнат і меценат
Був багатим магнатом «кресовим» з величезними маєтками в Україні (зокрема, за податковими реєстрами, мав 1640 року в Київському воєводстві 1499 селянських господарств («димів»), у Брацлавському — 18 548). Король надав йому Барське та Ковельське староства.). Всього ж йому належало 170 міст і містечок, 740 сіл. Дбав про розширення інфраструктури на її теренах, піклуючись про господарський розвиток своїх володінь, де заснував шовкову мануфактуру, доходи якої приносили близько 500000 злотих щороку. Великі прибутки черпав зі ставків та рибальства.
Його головна резиденція була в Бродах (в 1629 р. отримав у власність половину міста з навколишніми селами як подарунок, другу половину купив за 500 000 злотих, де в 1633 р. було зведено фортецю голландського типу, а також розширено і захищено оборонними спорудами все місто. Його свояк та друг Альберт Станіслав Радзивілл «учащав» до резиденції гетьмана в Бродах на рубежі 1630-40-х років.
1633 року придбав Підгірці, де через відсутність місця в Бродах почав зводити палац для себе та родичів «на подив усьому королівству»  — з фортифікаціями, крім того, оточений італійськими садами, а також палац у Варшаві.
В 1636 році врегулював конфлікт щодо меж олеського ключа (належав раніше Іванові Даниловичу) з селами, які входили до складу бродівського. 1643 року став власником Язловця, який з прилеглими селами купив у Анни Одживольської з Чурилів. 29 грудня 1643 в Барі видав грамоту-привілей для вірменів міста.
1633 року в Христини Зубрикової-Корженьовської купив у районі Тясмину Мліїв, Орловець, Тясмин (Смілу), Балаклій, Городище, Жаботин, частину Медведівки. 1645 у Степана Кохановського — Лебедин з різними урочищами.
У 1637 р. набув «Микулинецький ключ» від представника(ів) роду Зборовських, у 1641 — Лешнів у Катажини Харленської, доньки Мацея Лесньовського.
31 травня 1637 р. стараннями С. Конєцпольського у Бродах був відкритий навчальний заклад «Академія Брідська», у якій викладали професори Краківського університету.

## Оцінка
Визнаний одним з найвидатніших полководців в історії Польщі, видатним командиром кінноти. Вмів чудово використовувати авангардні дії, щоб стримати і розбити ворога на зручному для себе терені. Найкращим прикладом цього були битви під Мартиновим, Чарним (Гамерштином). Міг завдяки блискавичним маршам сконцентрувати декілька груп в одному місці і часі (битва під Чарним). Під Трстено показав, як захопити зненацька ворога на марші та знищити його частинами. Під Мартиновом продемонстрував, як належить вести наступально-оборонну битву, опираючись на табір.
Цінував зростаючу силу вогнепальної зброї, тому прагнув до збільшення кількості піхоти в коронній армії. Причинився до введення драгонії. Був гарячим прихильником будівництва військового флоту. Широко підтримував будівництво сучасних земляних фортифікацій голландського зразка.

## У кінематографі
- Гетьман (2015) — фільм українського режисера Валерія Ямбурського[31]